# Taraxis grossa
Taraxis grossa là một loài thực vật có hoa trong họ Restionaceae. Loài này được B.G.Briggs & L.A.S.Johnson miêu tả khoa học đầu tiên năm 1998.